# Freetown (Antigua och Barbuda)
Freetown är en ort i Antigua och Barbuda.   Den ligger i parishen Parish of Saint Philip, i den östra delen av landet, 17 kilometer öster om huvudstaden Saint John's. Freetown ligger 65 meter över havet och antalet invånare är 623. Den ligger på ön Antigua.
Terrängen runt Freetown är platt. Havet är nära Freetown åt sydost. Närmaste större samhälle är Saint John's, 17,2 kilometer väster om Freetown. 